# Maupas (Aube)
Maupas è un comune francese di 98 abitanti situato nel dipartimento dell'Aube nella regione del Grand Est.

## Società

### Evoluzione demografica
Abitanti censiti